# Ryszard Tarasewicz

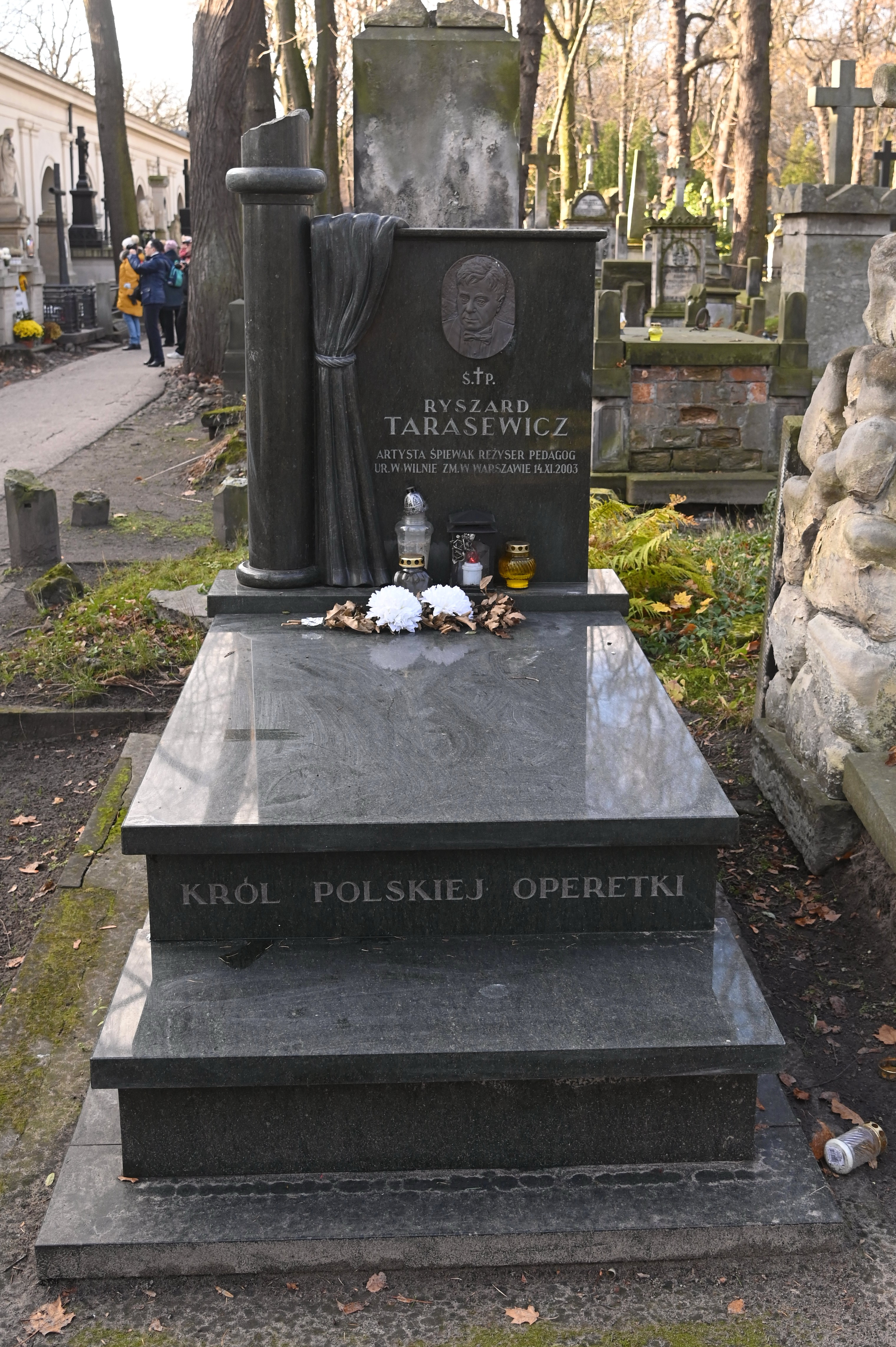
Grób Ryszarda Tarasewicza na warszawskim Cmentarzu Powązkowskim

Ryszard Tarasewicz (ur. 13 marca 1930 w Wilnie, zm. 14 listopada 2003 w Warszawie) – polski śpiewak operowy i operetkowy (tenor).

## Życiorys
Ukończył studia na Wydziale Wokalistyki Państwowej Wyższej Szkoły Muzycznej w Warszawie w klasie Kazimierza Czekotowskiego. Karierę zaczynał w chórze Centralnego Zespołu Artystycznego Wojska Polskiego i w Państwowym Zespole Ludowym Pieśni i Tańca „Mazowsze”. W latach 1956–1957 i 1963–1973 był pierwszym tenorem Operetki Warszawskiej, a od 1962 solistą Teatru Wielkiego w Warszawie. W latach 1977–1980 pełnił obowiązki dyrektora i kierownika artystycznego Zakładu Widowisk Estradowych Zjednoczonego Przedsiębiorstwa Rozrywkowego. W 1972 jako pierwszy Polak po Janie Kiepurze wystąpił na scenie Carnegie Hall w Nowym Jorku. W 1981 wyjechał do USA, gdzie był dziekanem Wydziału Wokalno-Muzycznego i rektorem Polish Art Institute w Nowym Jorku. Działał na rzecz przemian demokratycznych w Polsce i angażował się w kampanię prezydencką Boba Dole'a. Wrócił do Polski krótko przed śmiercią. Spoczywa na cmentarzu Powązkowskim w Warszawie (Kwatera 2, Rząd 1, Miejsce 30).
Nagrał płyty m.in. Arie operetkowe i piosenki (Muza 1971), Arie operetkowe i pieśni (Muza 1976), Ryszard Tarasewicz wśród gwiazd (Muza 1981), Ty jedna zostań ze mną (Muza 1998). Nagrywał także recitale telewizyjne, takie jak: Słynne arie (1970), Historia miłości Lizy i Su Czonga (z Janiną Guttnerówną (1976), Duchy czyli życie, śpiewanie i kobiety (1978), Życie wiedeńskie czyli arie dla córki (z córką Kingą, 1985).

## Ważniejsze role
- Gaston w Traviacie Giuseppe Verdiego
- Barinkay w Baronie cygańskim Johanna Straussa (syna)
- Caramello w Nocy w Wenecji Johanna Straussa (syna)
- Nataniel w Opowieściach Hoffmana Jacques’a Offenbacha
- Menelaus w Pięknej Helenie Jacques’a Offenbacha
- Radgami w Bajaderze Imre Kálmána
- Tassilo w Hrabinie Maricy Imre Kálmána
- Edwin w Księżniczce czardasza Imre Kálmána
- Armand we Frasquicie Ferenca Lehára
- Rossillon w Wesołej wdówce Ferenca Lehára
- Su Czong w Krainie uśmiechu Ferenca Lehára
- śpiewak uliczny w Domku trzech dziewcząt Franza Schuberta
- Koltay w Wiktorii i jej huzarze Pála Ábraháma
- Szymon w Studencie żebraku Karla Millöckera
- Marco w Swobodnym wietrze Izaaka Dunajewskiego